# Freaky Fortune
«Freaky Fortune» — греческий музыкальный дуэт, который совместно с рэпером Riskykidd представлял Грецию на конкурсе песни «Евровидение 2014», с песней «Rise Up». Заняли 20 место в финале.

## Состав группы
- Ник Раптакис — вокал
- Тео Пузбурис — продюсер